# Challenge Ciclista a Mallorca de 2023
A 32.ª edição da Challenge Ciclista a Mallorca foi uma série de competições de ciclismo em estrada que se celebrou na Espanha entre 25 e 29 de janeiro de 2022, sobre um percurso total de 150,1 quilómetros na ilha balear de Mallorca .
As cinco corridas fizeram parte do UCI Europe Tour de 2023, calendário ciclístico dos Circuitos Continentais da UCI, dentro da categoria 1.1.

## Equipas participantes
Tomaram parte na corrida XX equipas: xx de categoria UCI WorldTeam, x de categoria UCI ProTeam e x de categoria Continental. As equipas participantes foram:
| Equipes WorldTeam (8)- Bora-Hansgrohe - Arkéa-Samsic - Cofidis - EF Education-EasyPost - Intermarché-Circus-Wanty - Movistar Team - Soudal Quick-Step - UAE Team Emirates Equipes ProTeam (10)- Burgos-BH - Caja Rural-Seguros RGA - Eolo-Kometa - Euskaltel-Euskadi - Equipo Kern Pharma - Green Project-Bardiani CSF-Faizanè - Human Powered Health - Israel-Premier Tech - Lotto Dstny - Team Flanders-Baloise Equipes Continentais (2)- Electro Hiper Europa - Project Echelon Racing Equipe nacional- Espanha |
| |

## Classificações finais
- As classificações finalizaram da seguinte forma:

### Troféu Calvià
| \| Classificação geral \| Classificação geral \| Classificação geral \| Classificação geral \| Classificação geral \| \| Ciclista \| Ciclista \| Equipe \| Tempo \| \| \| ------------------- \| ------------------- \| ------------------------ \| ------------------- \| ------------------- \| \| 1. \| Rui Costa \| Intermarché-Circus-Wanty \| 3h59m34s \| \| \| 2. \| Louis Vervaeke \| Soudal Quick-Step \| + 0s \| \| \| 3. \| Ben Healy \| EF Education-EasyPost \| + 1s \| \| \| 4. \| Casper Pedersen \| Soudal Quick-Step \| + 3s \| \| \| 5. \| Axel Zingle \| Cofidis \| + 3s \| \| \| 6. \| Carlos Canal \| Euskaltel-Euskadi \| + 3s \| \| \| 7. \| Kobe Goossens \| Intermarché-Circus-Wanty \| + 3s \| \| \| 8. \| Ben Zwiehoff \| Bora-Hansgrohe \| + 3s \| \| \| 9. \| Julian Alaphilippe \| Soudal Quick-Step \| + 9s \| \| \| 10. \| Andrea Bagioli \| Soudal Quick-Step \| + 9s \| \| |                    |                          |          |
| |                    |                          |          |
| Fonte: ProCyclingStats |                    |                          |          |
| Classificação geral |                    |                          |          |
| Ciclista | Ciclista           | Equipe                   | Tempo    |
| 1. | Rui Costa          | Intermarché-Circus-Wanty | 3h59m34s |
| 2. | Louis Vervaeke     | Soudal Quick-Step        | + 0s     |
| 3. | Ben Healy          | EF Education-EasyPost    | + 1s     |
| 4. | Casper Pedersen    | Soudal Quick-Step        | + 3s     |
| 5. | Axel Zingle        | Cofidis                  | + 3s     |
| 6. | Carlos Canal       | Euskaltel-Euskadi        | + 3s     |
| 7. | Kobe Goossens      | Intermarché-Circus-Wanty | + 3s     |
| 8. | Ben Zwiehoff       | Bora-Hansgrohe           | + 3s     |
| 9. | Julian Alaphilippe | Soudal Quick-Step        | + 9s     |
| 10. | Andrea Bagioli     | Soudal Quick-Step        | + 9s     |

### Troféu Alcudia
| \| Classificação geral \| Classificação geral \| Classificação geral \| Classificação geral \| Classificação geral \| \| Ciclista \| Ciclista \| Equipe \| Tempo \| \| \| ------------------- \| ------------------- \| ------------------------ \| ------------------- \| ------------------- \| \| 1. \| Marijn van den Berg \| EF Education-EasyPost \| 3h37m31s \| \| \| 2. \| Ethan Vernon \| Soudal Quick-Step \| + 0s \| \| \| 3. \| Biniam Girmay \| Intermarché-Circus-Wanty \| + 0s \| \| \| 4. \| Axel Zingle \| Cofidis \| + 0s \| \| \| 5. \| Antonio Jesús Soto \| Euskaltel-Euskadi \| + 0s \| \| \| 6. \| Max Kanter \| Movistar Team \| + 0s \| \| \| 7. \| Carlos Canal \| Euskaltel-Euskadi \| + 0s \| \| \| 8. \| Rui Oliveira \| UAE Team Emirates \| + 0s \| \| \| 9. \| Mike Teunissen \| Intermarché-Circus-Wanty \| + 0s \| \| \| 10. \| Patrick Konrad \| Bora-Hansgrohe \| + 0s \| \| |                     |                          |          |
| |                     |                          |          |
| Fonte: ProCyclingStats |                     |                          |          |
| Classificação geral |                     |                          |          |
| Ciclista | Ciclista            | Equipe                   | Tempo    |
| 1. | Marijn van den Berg | EF Education-EasyPost    | 3h37m31s |
| 2. | Ethan Vernon        | Soudal Quick-Step        | + 0s     |
| 3. | Biniam Girmay       | Intermarché-Circus-Wanty | + 0s     |
| 4. | Axel Zingle         | Cofidis                  | + 0s     |
| 5. | Antonio Jesús Soto  | Euskaltel-Euskadi        | + 0s     |
| 6. | Max Kanter          | Movistar Team            | + 0s     |
| 7. | Carlos Canal        | Euskaltel-Euskadi        | + 0s     |
| 8. | Rui Oliveira        | UAE Team Emirates        | + 0s     |
| 9. | Mike Teunissen      | Intermarché-Circus-Wanty | + 0s     |
| 10. | Patrick Konrad      | Bora-Hansgrohe           | + 0s     |

### Troféu Andrach-Olhador D'é Colomer
| \| Classificação geral \| Classificação geral \| Classificação geral \| Classificação geral \| Classificação geral \| \| Ciclista \| Ciclista \| Equipe \| Tempo \| \| \| ------------------- \| ------------------------- \| ---------------------------------- \| ------------------- \| ------------------- \| \| 1. \| Kobe Goossens \| Intermarché-Circus-Wanty \| 4h07m00s \| \| \| 2. \| Pelayo Sánchez \| Burgos-BH \| + 39s \| \| \| 3. \| Lennert Van Eetvelt \| Lotto Dstny \| + 40s \| \| \| 4. \| Alessio Martinelli \| Green Project-Bardiani CSF-Faizanè \| + 40s \| \| \| 5. \| Roger Adrià \| Equipo Kern Pharma \| + 40s \| \| \| 6. \| Fernando Barceló \| Caja Rural-Seguros RGA \| + 44s \| \| \| 7. \| Patrick Konrad \| Bora-Hansgrohe \| + 44s \| \| \| 8. \| Louis Barré \| Arkéa-Samsic \| + 48s \| \| \| 9. \| Gonzalo Serrano Rodríguez \| Movistar Team \| + 50s \| \| \| 10. \| Emanuel Buchmann \| Bora-Hansgrohe \| + 53s \| \| |                           |                                    |          |
| |                           |                                    |          |
| Fonte: ProCyclingStats |                           |                                    |          |
| Classificação geral |                           |                                    |          |
| Ciclista | Ciclista                  | Equipe                             | Tempo    |
| 1. | Kobe Goossens             | Intermarché-Circus-Wanty           | 4h07m00s |
| 2. | Pelayo Sánchez            | Burgos-BH                          | + 39s    |
| 3. | Lennert Van Eetvelt       | Lotto Dstny                        | + 40s    |
| 4. | Alessio Martinelli        | Green Project-Bardiani CSF-Faizanè | + 40s    |
| 5. | Roger Adrià               | Equipo Kern Pharma                 | + 40s    |
| 6. | Fernando Barceló          | Caja Rural-Seguros RGA             | + 44s    |
| 7. | Patrick Konrad            | Bora-Hansgrohe                     | + 44s    |
| 8. | Louis Barré               | Arkéa-Samsic                       | + 48s    |
| 9. | Gonzalo Serrano Rodríguez | Movistar Team                      | + 50s    |
| 10. | Emanuel Buchmann          | Bora-Hansgrohe                     | + 53s    |

### Troféu Serra de Tramuntana (Lloseta-Lloseta)
| \| Classificação geral \| Classificação geral \| Classificação geral \| Classificação geral \| Classificação geral \| \| Ciclista \| Ciclista \| Equipe \| Tempo \| \| \| ------------------- \| ------------------- \| ---------------------------------- \| ------------------- \| ------------------- \| \| 1. \| Kobe Goossens \| Intermarché-Circus-Wanty \| 2h55m07s \| \| \| 2. \| Lennert Van Eetvelt \| Lotto Dstny \| + 7s \| \| \| 3. \| Ilan Van Wilder \| Soudal Quick-Step \| + 9s \| \| \| 4. \| Lilian Calmejane \| Intermarché-Circus-Wanty \| + 11s \| \| \| 5. \| Brandon McNulty \| UAE Team Emirates \| + 13s \| \| \| 6. \| Hugh Carthy \| EF Education-EasyPost \| + 13s \| \| \| 7. \| Alessio Martinelli \| Green Project-Bardiani CSF-Faizanè \| + 13s \| \| \| 8. \| Alessandro Tonelli \| Green Project-Bardiani CSF-Faizanè \| + 21s \| \| \| 9. \| João Almeida \| UAE Team Emirates \| + 31s \| \| \| 10. \| Harry Sweeny \| Lotto Dstny \| + 1m20s \| \| |                     |                                    |          |
| |                     |                                    |          |
| Fonte: ProCyclingStats |                     |                                    |          |
| Classificação geral |                     |                                    |          |
| Ciclista | Ciclista            | Equipe                             | Tempo    |
| 1. | Kobe Goossens       | Intermarché-Circus-Wanty           | 2h55m07s |
| 2. | Lennert Van Eetvelt | Lotto Dstny                        | + 7s     |
| 3. | Ilan Van Wilder     | Soudal Quick-Step                  | + 9s     |
| 4. | Lilian Calmejane    | Intermarché-Circus-Wanty           | + 11s    |
| 5. | Brandon McNulty     | UAE Team Emirates                  | + 13s    |
| 6. | Hugh Carthy         | EF Education-EasyPost              | + 13s    |
| 7. | Alessio Martinelli  | Green Project-Bardiani CSF-Faizanè | + 13s    |
| 8. | Alessandro Tonelli  | Green Project-Bardiani CSF-Faizanè | + 21s    |
| 9. | João Almeida        | UAE Team Emirates                  | + 31s    |
| 10. | Harry Sweeny        | Lotto Dstny                        | + 1m20s  |

### Troféu Palma-Palma
| \| Classificação geral \| Classificação geral \| Classificação geral \| Classificação geral \| Classificação geral \| \| Ciclista \| Ciclista \| Equipe \| Tempo \| \| \| ------------------- \| --------------------- \| ------------------------ \| ------------------- \| ------------------- \| \| 1. \| Ethan Vernon \| Soudal Quick-Step \| 3h09m37s \| \| \| 2. \| Biniam Girmay \| Intermarché-Circus-Wanty \| + 0s \| \| \| 3. \| Jarne Van De Paar \| Lotto Dstny \| + 0s \| \| \| 4. \| Iván García Cortina \| Movistar Team \| + 0s \| \| \| 5. \| Juan Sebastián Molano \| UAE Team Emirates \| + 0s \| \| \| 6. \| Stanislaw Aniolkowski \| Human Powered Health \| + 0s \| \| \| 7. \| Tom Van Asbroeck \| Israel-Premier Tech \| + 0s \| \| \| 8. \| Daniel Babor \| Caja Rural-Seguros RGA \| + 0s \| \| \| 9. \| Axel Zingle \| Cofidis \| + 0s \| \| \| 10. \| Owain Doull \| EF Education-EasyPost \| + 0s \| \| |                       |                          |          |
| |                       |                          |          |
| Fonte: ProCyclingStats |                       |                          |          |
| Classificação geral |                       |                          |          |
| Ciclista | Ciclista              | Equipe                   | Tempo    |
| 1. | Ethan Vernon          | Soudal Quick-Step        | 3h09m37s |
| 2. | Biniam Girmay         | Intermarché-Circus-Wanty | + 0s     |
| 3. | Jarne Van De Paar     | Lotto Dstny              | + 0s     |
| 4. | Iván García Cortina   | Movistar Team            | + 0s     |
| 5. | Juan Sebastián Molano | UAE Team Emirates        | + 0s     |
| 6. | Stanislaw Aniolkowski | Human Powered Health     | + 0s     |
| 7. | Tom Van Asbroeck      | Israel-Premier Tech      | + 0s     |
| 8. | Daniel Babor          | Caja Rural-Seguros RGA   | + 0s     |
| 9. | Axel Zingle           | Cofidis                  | + 0s     |
| 10. | Owain Doull           | EF Education-EasyPost    | + 0s     |